# 더 아고니스트
더 아고니스트(영어: The Agonist)는 캐나다, 퀘백의 메탈 코어, 멜로딕 데스 메탈 밴드이다.

## 개요
더 아고니스트는 2004년에 보컬 알리사 화이트 글루즈, 기타리스트 대니 마리노 그리고 베이시스트 크리스 켈즈의 3인으로서 밴드 활동을 시작하였다.
2007년, 밴드는 첫 번째 정규 앨범인 Once Only Imagined를 발매하였다. 같은 해에, 밴드의 프론트맨이였던 알리사 화이트 글루즈는 리볼버지에서 발표한 "The hottest chicks in metal"중의 한명으로 선정되었다.
2009년, 밴드는 두 번째 정규 앨범인 Lullabies for the Dormant Mind를 발매하였다. 앨범은 Billboard Heatseeker 차트에서 105위로 데뷔하였다.
2012년, 밴드는 세 번째 정규 앨범인 Prisoners를 발매하였다.
2014년, 밴드의 보컬 알리사 화이트 글루즈는 아치 에너미의 프론트맨인 안젤라 고소우가 밴드에서 탈퇴를 발표하자, 안젤라 고소우를 대체하기 위하여 아치 에너미에 합류하게 된다. 밴드는 알리사 화이트 글루즈의 후임으로 빅키 사라키스를 영입했다.
2015년 밴드는 네 번째 정규앨범인 Eye of Providence를 발매하였다. 같은 해 8월, 밴드의 이전 보컬이었던 알리사 화이트 글루즈는 자신이 아치 에너미로 합류하는 과정에서 기존의 밴드와 불화가 있었음을 인터뷰를 통해 밝혔다.
2023년 5월 11일, 밴드의 공식 SNS에서 해산을 발표했다. 개인적인 문제, 경제적인 문제, 업계에 관한 문제 등 다양한 요인이 있다면서도 주된 이유로 밴드 진행 방식에 관해 멤버 5명의 의견이 일치하지 않게 된 점을 들었다.

## 구성원
- 대니 마리노 - 기타, (2004 - 2023)
- 크리스 켈즈 - 베이스, 보컬, (2004 - 2023)
- 시몬 맥케이 - 드럼, (2007 - 2023)
- 파스칼 조빈 - 기타, (2010 - 2023)
- 빅키 사라키스 - 보컬, (2014 - 2023)

### 이전 구성원
더 아고니스트 결성 때부터 밴드를 거쳐갔던 구성원들이다.
- 알리사 화이트 글루즈 - 보컬, (2004 - 2014)
- 앤드류 태플리 - 기타, (2007 - 2008)
- 크리스 아돌프 - 기타, (2009)

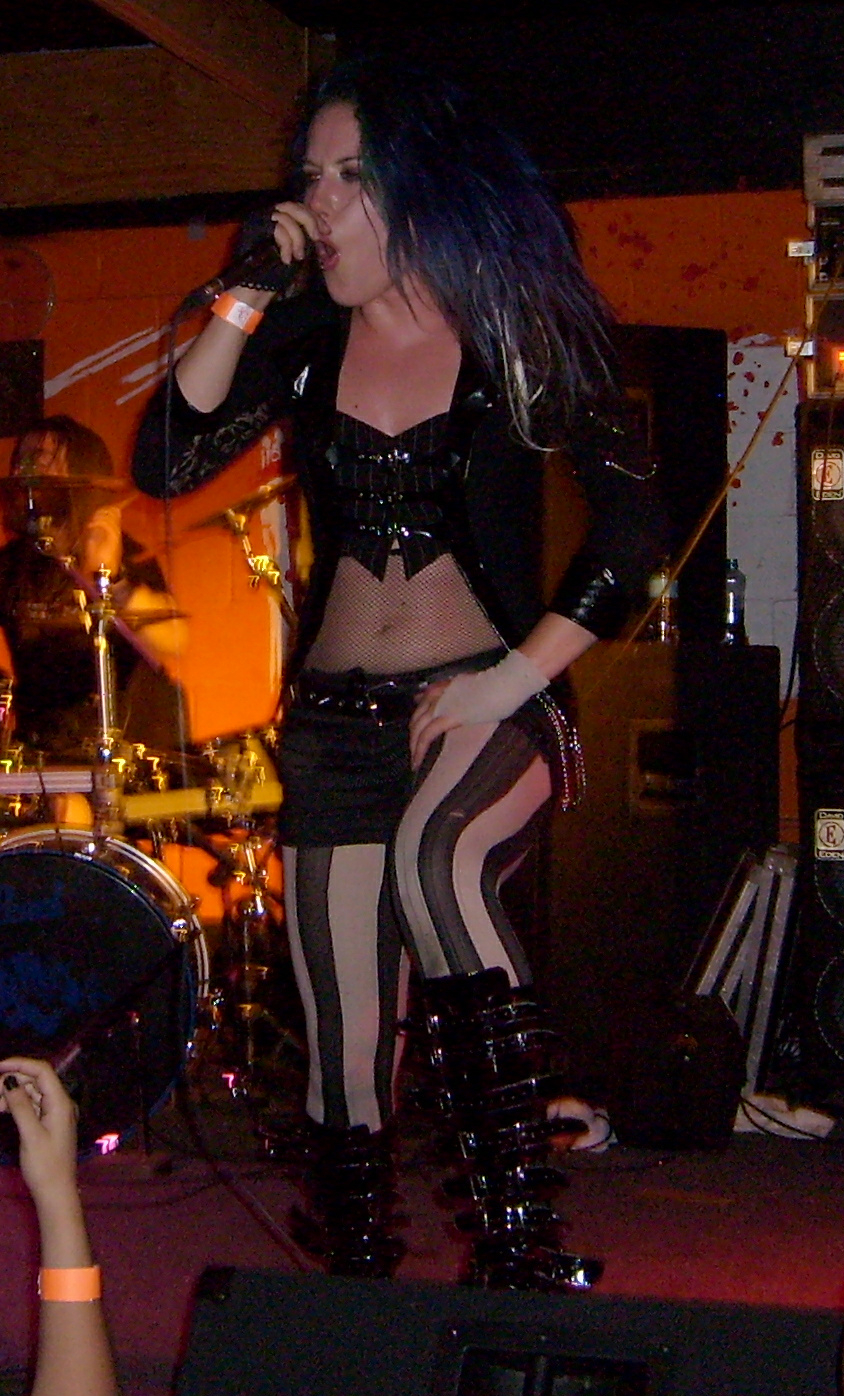
알리사 화이트 글루즈
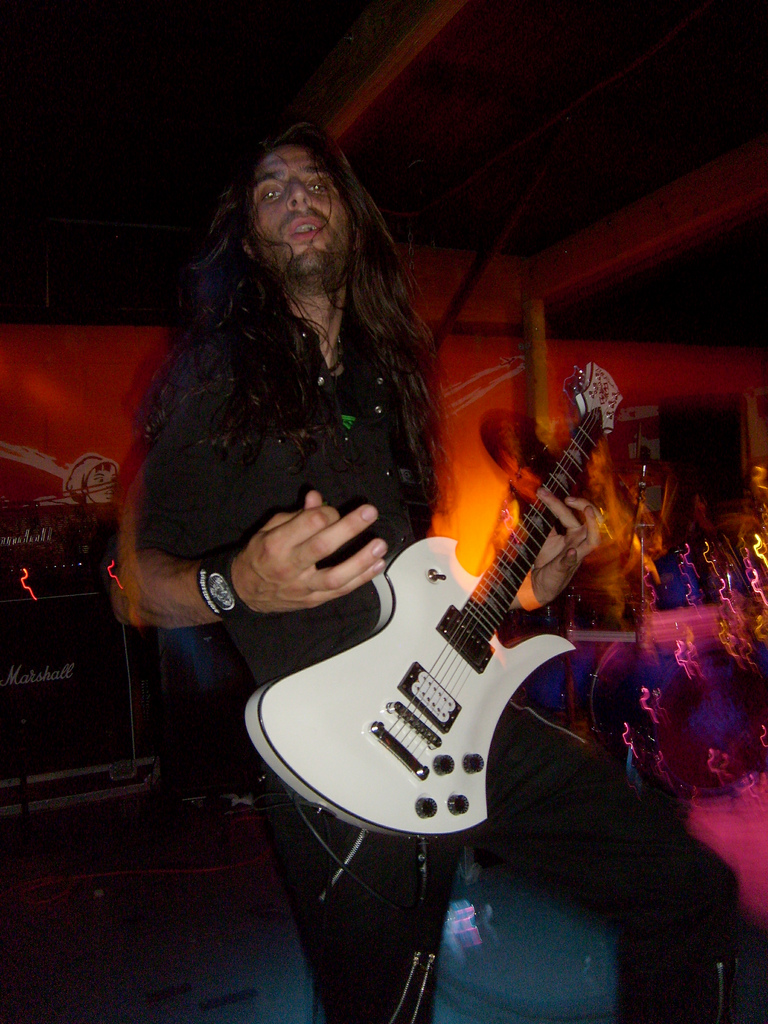
대니 마리노

## 음반

### 정규 음반
- Once Only Imagined (2007년)
- Lullabies for the Dormant Mind (2009년)
- Prisoners (2012년)
- Eye of Providence (2015년)
- Five (2016년)
- Orphans (2019년)

### EP 음반
- The Escape (2011년)
- Disconnect Me (2014년)